# Chariesthes richteri
Chariesthes richteri là một loài bọ cánh cứng trong họ Cerambycidae.